# Сачиле
Сачиле (итал. Sacile) — коммуна в Италии, располагается в регионе Фриули-Венеция-Джулия, в провинции Порденоне.
Население составляет 20 112 человек (2008 г.), плотность населения составляет 617 чел./км². Занимает площадь 33 км². Почтовый индекс — 33077. Телефонный код — 0434.
Покровителем коммуны почитается святитель Николай Мирликийский, чудотворец, празднование 6 декабря.
В Сачиле находится фабрика фортепиано Fazioli.

## Демография
Динамика населения:

## Администрация коммуны
- Официальный сайт: http://www.comune.sacile.pn.it

## Галерея

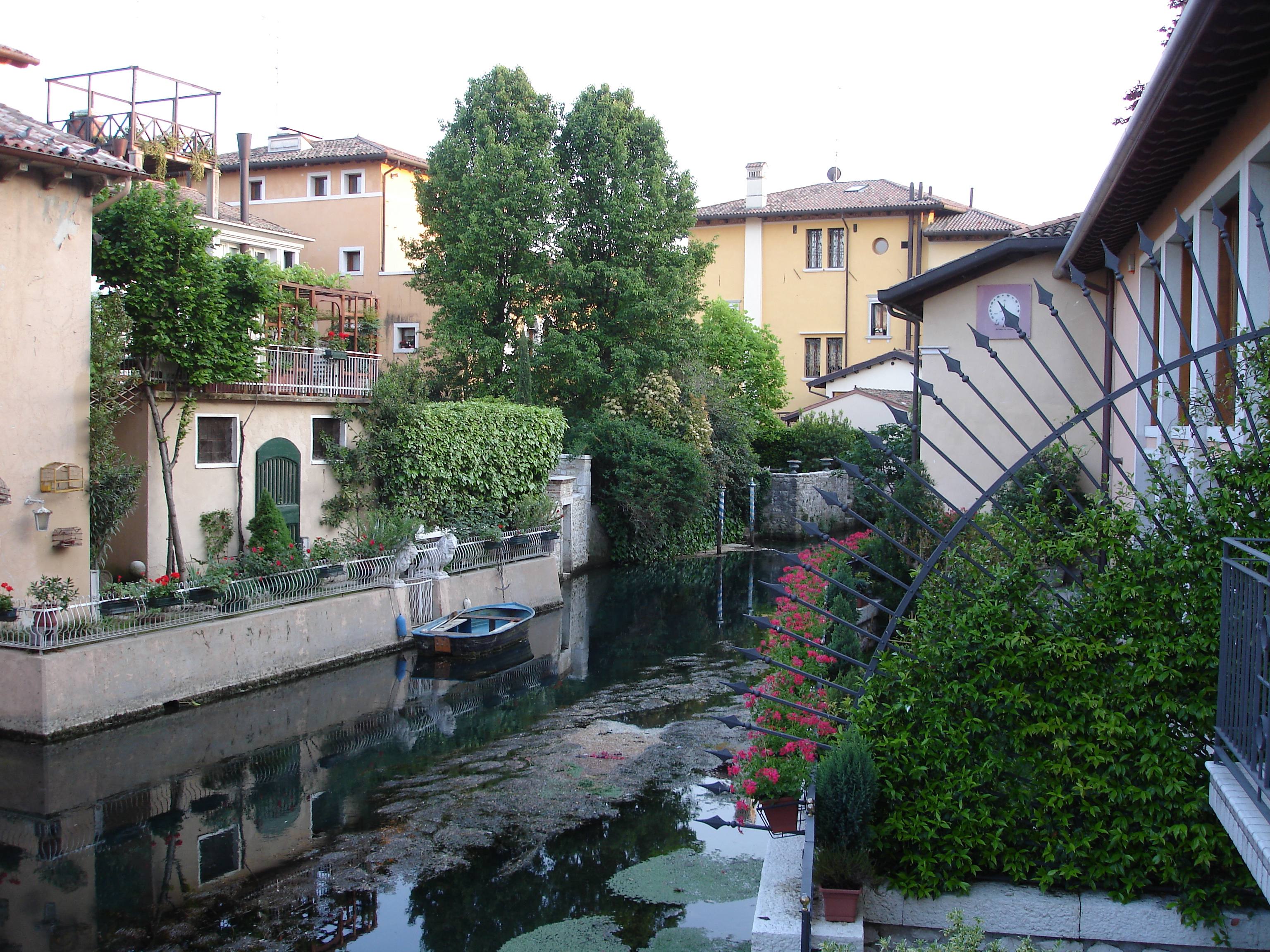
Вид исторического центра с Ливенцы
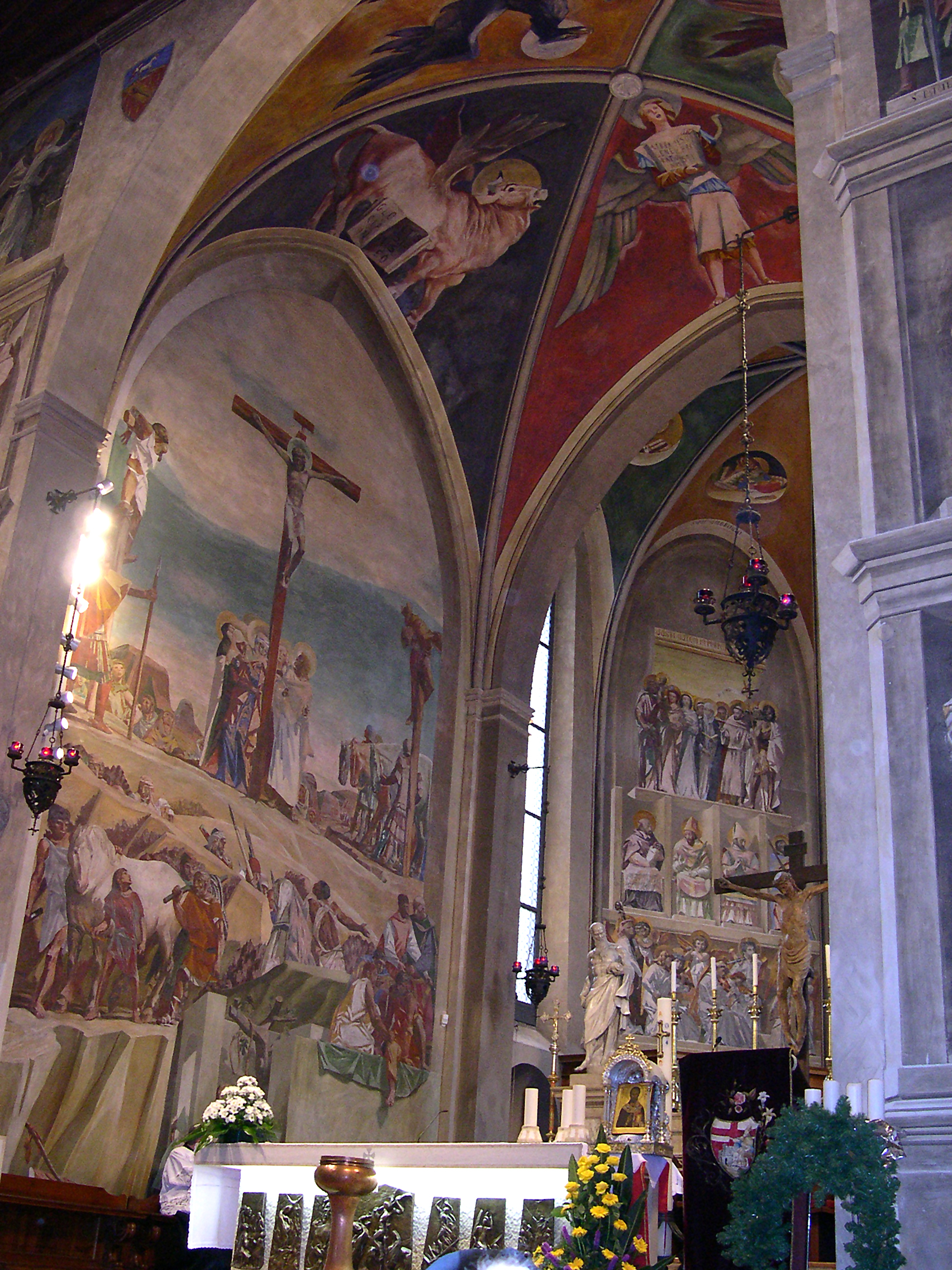
Внутренняя роспись приходского храма Сачиле
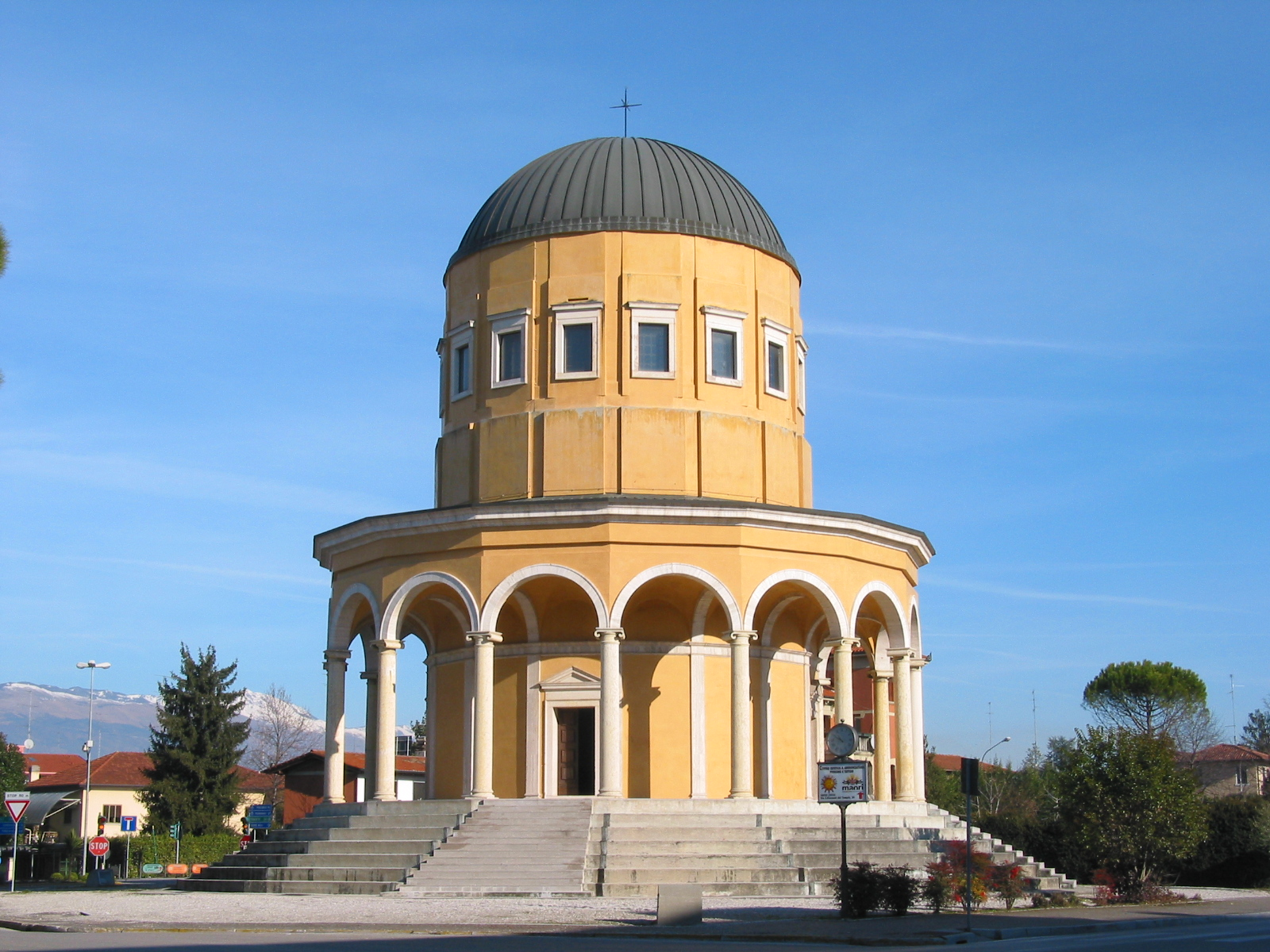
Храм св. Либералия
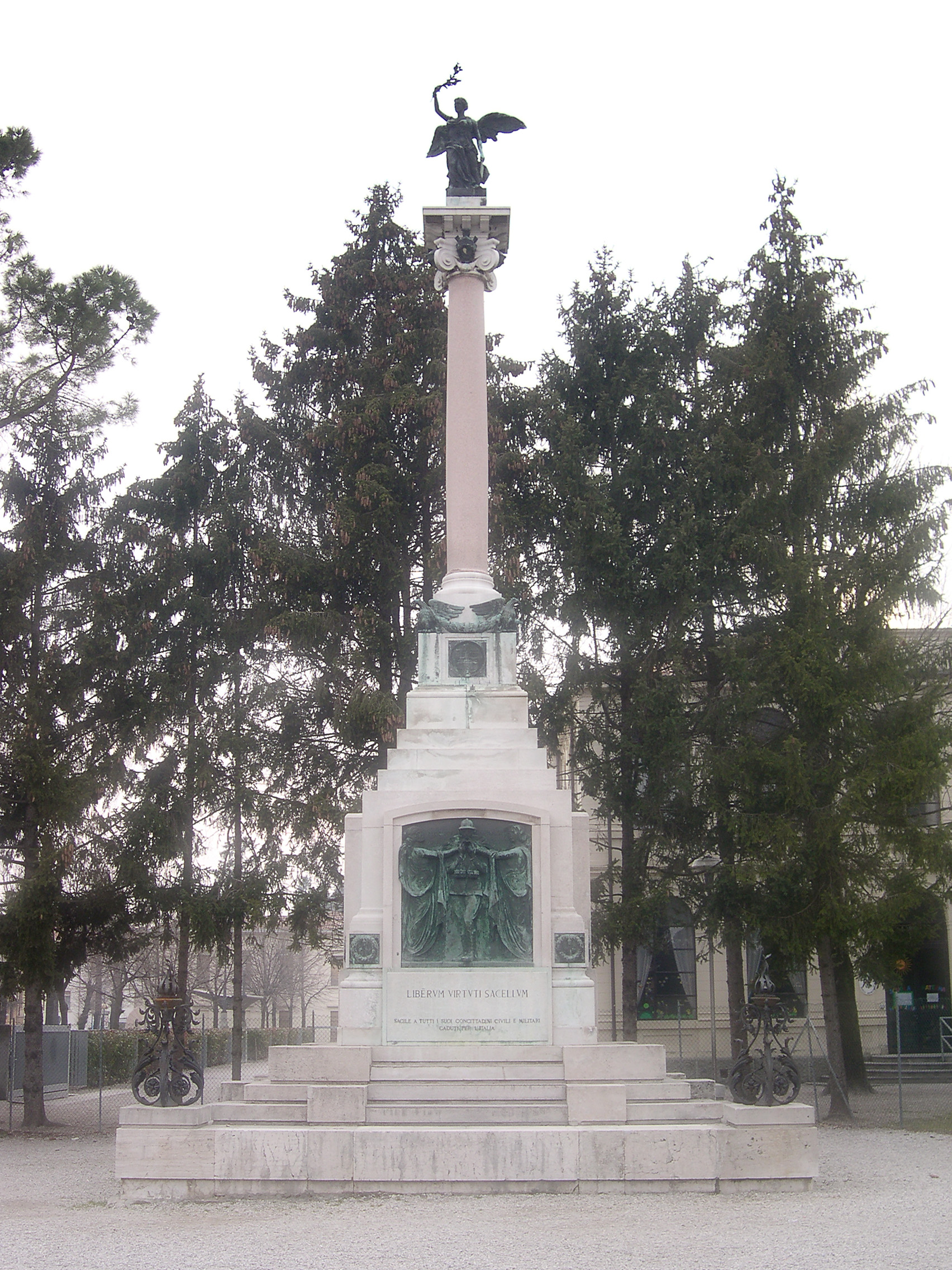
Monumento ai caduti
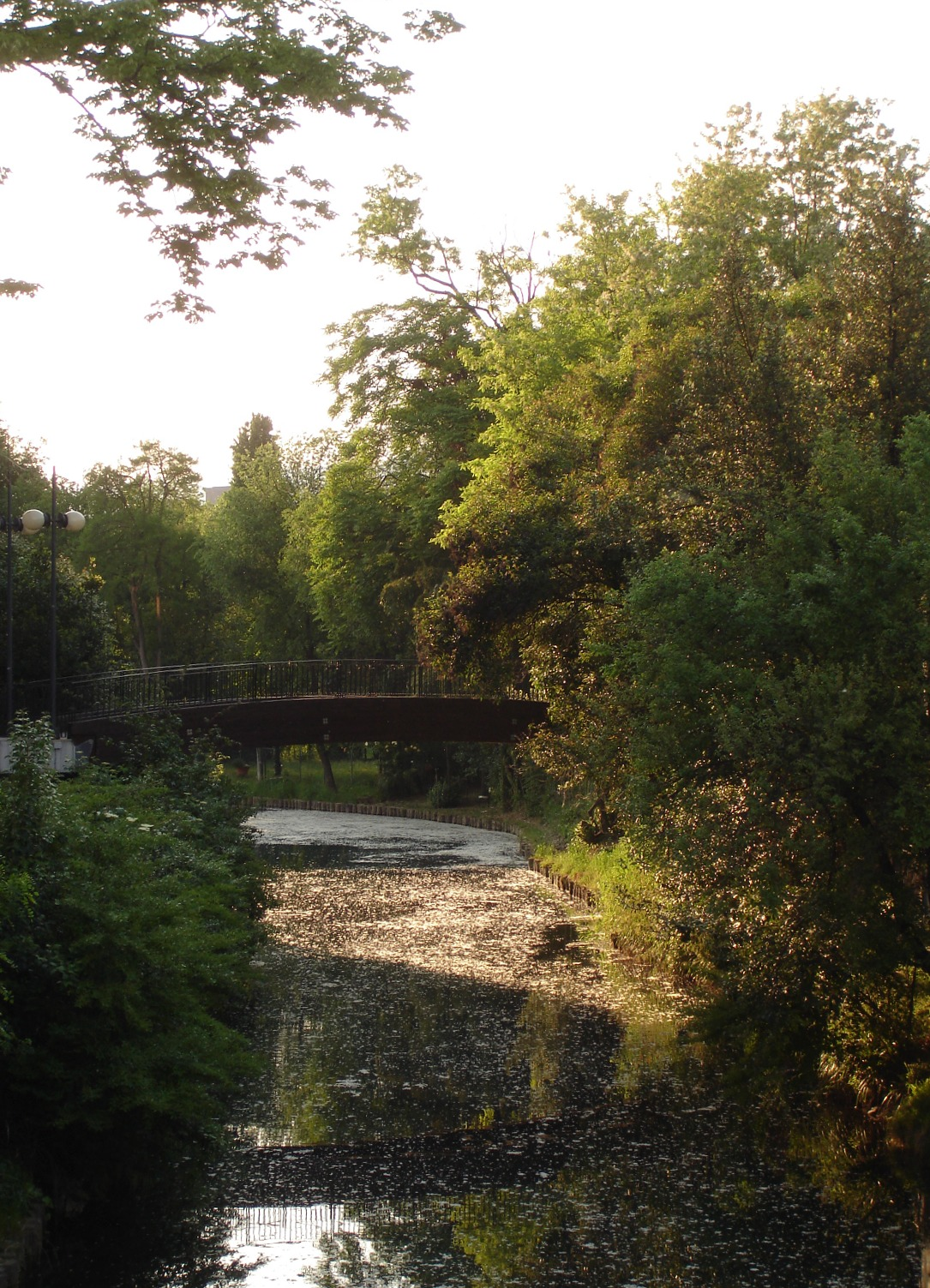
Мостик, ведущий в исторический центр